# Mission Sherman
Mission Sherman est le deuxième album de la série de bande dessinée Marshal Blueberry de Jean Giraud (scénario), Thierry Smolderen (adaptation du scénario), William Vance (dessin) et Petra (couleurs). Publié pour la première fois en 1993 chez Alpen Publishers, c'est le deuxième du cycle Marshal Blueberry (trois tomes).

## Résumé
Alors que Blueberry s'avance sous la neige dans un défilé, il entend un coup de feu. Après quelques minutes, il découvre un Apache mort : « C'était le dernier homme de Chato ». Un chef apache lui prédit qu'il va « au-devant d'un grand danger ». Le soir, près d'un feu, il relit les documents qu'il a reçus de Adams : le village de Heaven près de la frontière serait le siège de l'organisation responsable du trafic d'armes.
Au saloon de Benson, Blueberry envoie « deux messages [...] par la diligence ». Des hommes accusent un noir, Jérémy, de tricher au poker, ce dont il se défend. Menacé par un des joueurs, Jérémy lance discrètement un pétard et en profite pour s'enfuir. Alors que Blueberry quitte Benson, un homme affirme que « dès qu'il apparaît quelque part, il y a du grabuge dans l'air ». 
À Heaven, les notables du village : Nelson Carmody, le maire Jonah Strathmore et le juge Harper, discutent de l'arrivée du nouveau shérif. Une femme volontaire, Tess Bonaventura, pénètre dans le saloon et exige de savoir où se trouve Margie, une prostituée enceinte. Ses agissements provoquent la colère de Burt, un homme qui la frappe pour la faire taire. Alors qu'il menace de la tuer, Blueberry le met en joue par derrière : « Je serais vous [...] je poserais immédiatement ce pétard ».
Pendant un duel, Blueberry montre qu'il dégaine plus rapidement. Il fait ensuite connaissance de Tess. Elle souhaite qu'il donne un « coup de balai », mais il la détrompe : « Pas pour juger, ni faire la morale ». L'arrivée de Blueberry crée la sensation à Heaven selon le journal local : « Nouveau marshal à Heaven : la pègre recule ! » Le juge et le maire le recherchent en ville et découvrent qu'il a pris un steak à la sauce piquante au restaurant chinois tenu par Chang Li : « Une bouteille entièle de sauce piquante au petit déjeûner ! Jamais vu ça ! », qu'il a acheté des vêtements chez le tailleur : « quelle prestance naturelle ! » et qu'il se fait raser chez le barbier : « Jamais vu une barbe pareille ! J'y ai usé mon meilleur rasoir ! »
Chez les Carmody, Don Ricardo prend livraison d'un chargement d'armes contre de l'or. Après avoir nettoyé le bureau du shérif, Blueberry se rend « vérifier la bonne tenue du ranch de Tess Bonaventura ». Sur place, il explique à Tess, furieuse, « qu'il doit bien y avoir une bonne raison à tout cela ». 
Lorsque Newman apprend que Blueberry est à Heaven, il affirme que « ce salopard est pire que le choléra ». De retour à Heaven, Blueberry se rend au saloon, ce qui rend furieux Strathmore, mais rend heureuse une grande partie de la clientèle sur place. Alors que Strathmore querelle Blueberry dans la rue, il reçoit une balle dans le dos. 
Blueberry se réfugie dans une maison close et effectue par la suite une sortie en tirant vers des tireurs sur le toit d'un immeuble en face, tireurs qui s'enfuient sous ses tirs. Une des « protégées » de Tess se réfugie à son ranch, car elle a reçu « un éclat de bois ». Quelques instants plus tard, Blueberry apparaît et exige de savoir d'où viennent ces hommes : « Ils étaient avec Balander, le bras droit de Carmody ». Au moment où il quitte, Tess l'embrasse sur les lèvres.
Le lendemain, les notables de Heaven rencontrent Blueberry pour discuter de l'attentat. Par la suite, dans la rue, ils échangent leurs impressions sur Blueberry : « Curieux personnage ». Quelques minutes plus tard, en voulant faire cesser une bagarre au saloon, Blueberry découvre Red Neck : « Dix dollars sur l'étranger ! » Red Neck vainqueur, les deux discutent d'un plan pour obliger Carmody à agir et se dirigent vers le Clarion, le journal local : « Il va falloir prendre des risques et bluffer ».
Le soir, Carmody donne une « seconde chance » à Newman d'abattre Blueberry. À Heaven, Blueberry et Red Neck mangent un steak à la sauce piquante au restaurant chinois. Un homme vient chercher le marshall pour qu'il arrête « des voleurs de bétail ». Chang Li remet à Red Neck un « gâteau traditionnel » contenant un message l'avertissant d'un danger.
Alors qu'ils passent près du ranch de Tess, une des femmes qui se trouvent sur place, reconnaît Blueberry : « Qu'est-ce qu'il fiche avec un homme de Carmody ? » Plus loin, Blueberry est abattu par Newman. Quelques instants plus tard, Tom-Do, l'homme de Carmody, abat Newman et monte une mise en scène laissant croire qu'ils se sont entretués. C'est ainsi que Red Neck et Tess découvrent le corps de Blueberry.

## Personnages principaux
- Blueberry : lieutenant de cavalerie envoyé en mission par le général Sherman pour mettre fin à un trafic d'armes[23].
- Tess Bonenvatura : femme qui tient un ranch servant à héberger des ex-prostituées[24].
- Nelson Carmody : trafiquant d'armes[10].
- Jessica Carmody : trafiquante d'armes[10].
- Newman : trafiquant d'armes[23].
- Red Neck : « compagnon d'aventures de Blueberry »[25] venu lui prêter main-forte.